# Nepi
Nepi ist eine italienische Gemeinde mit 9467 Einwohnern (Stand 31. Dezember 2023) in der Provinz Viterbo, die zur Region Latium gehört.

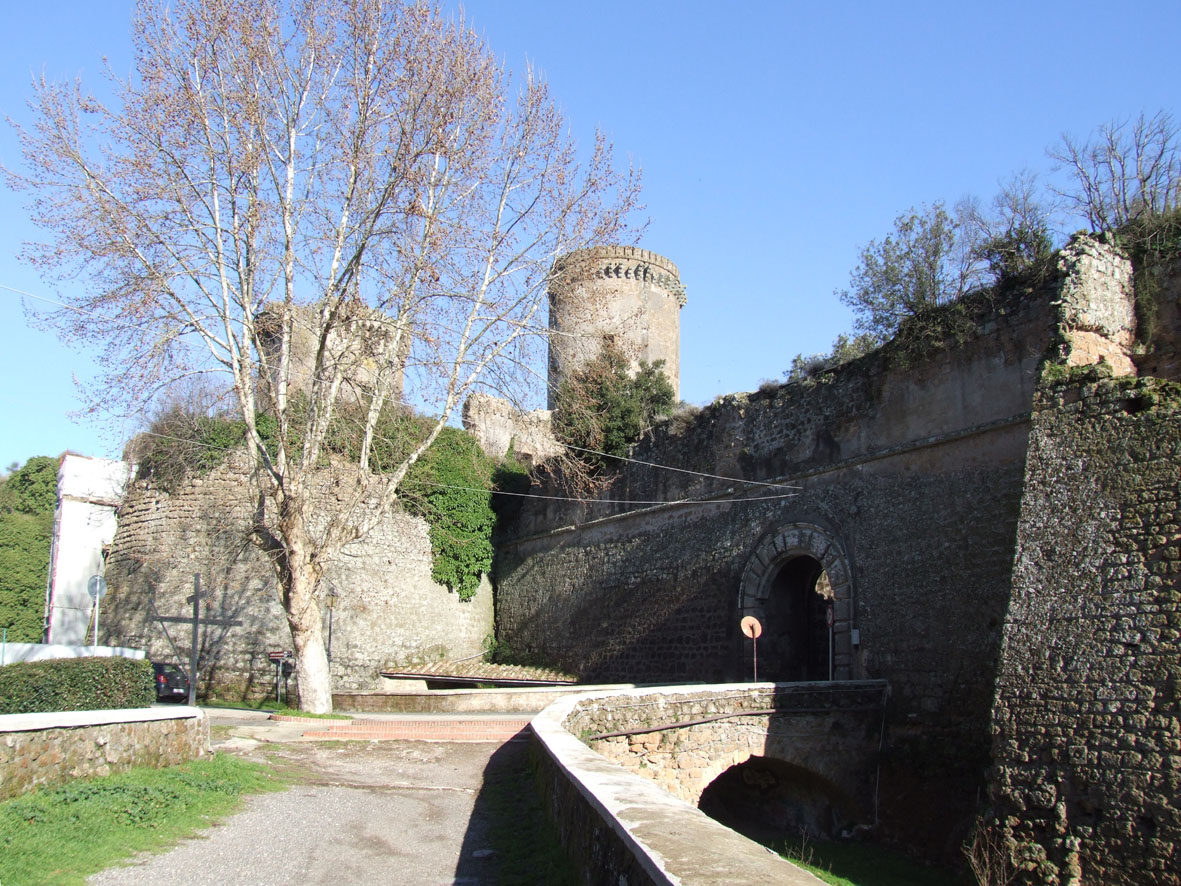
Kastell der Borgia

## Geografie

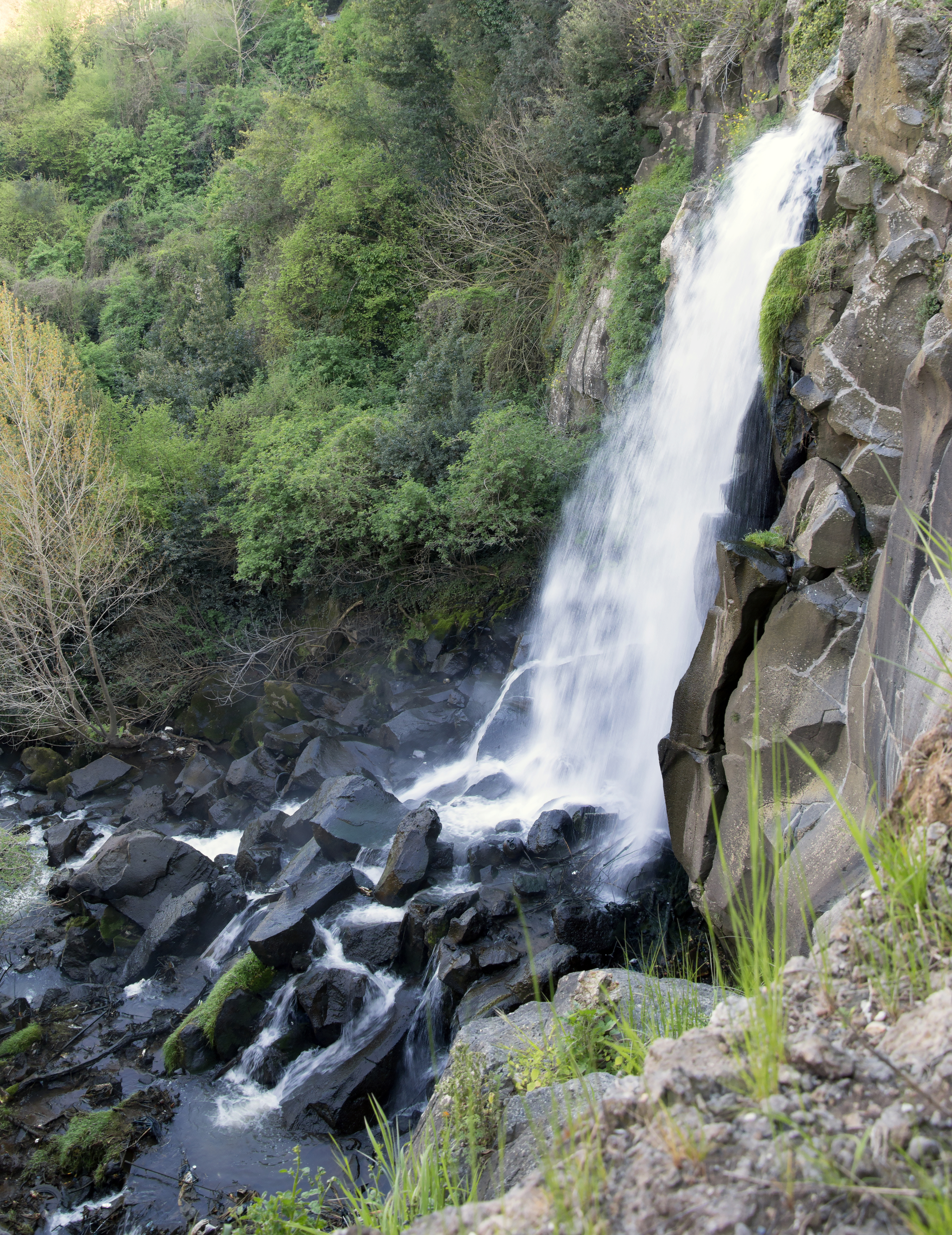
Wasserfall in die Tuffschlucht von Nepi

Lage von Nepi in der Provinz Viterbo

Nepi liegt 50 km nördlich von Rom und 33 km südöstlich von Viterbo.
Die Altstadt von Nepi ist auf einem steilen, von mehreren Schluchten durchschnittenen, keilförmigen Tuffplateau an den Ausläufern der Monti Cimini erbaut. Sie liegt am Zusammenfluss zweier Bäche (Rio Puzzolo und Rio Falisco). Dieser Wasserlauf stürzt als Kaskade von der Felsplatte, auf der das Kastell der Borgia liegt, in die Tiefe. Die Umgebung ist in den höheren Lagen reich an Buchen- und Eichenwäldern.
Die Ortsteile sind neben Nepi Colle Farnese, Colle Lydia, Colle Salamonio, Gabelletta, Grezzano, Settevene, Vigne Nuove und Valdiano.
Das Gemeindegebiet erstreckt sich über eine Höhe von 87 bis 404 m s.l.m.
Die Gemeinde liegt in der Erdbebenzone 3 (wenig gefährdet).
Die Nachbargemeinden sind im Uhrzeigersinn Trevignano Romano (RM), Monterosi, Sutri, Ronciglione, Caprarola, Carbognano, Fabrica di Roma, Castel Sant’Elia, Mazzano Romano (RM) und Campagnano di Roma (RM).

### Verkehr
- Nepi liegt an der strada statale 311 Nepesina, die den Ort mit der
- Via Cassia, die von Rom über Siena nach Florenz führt, und der
- Via Flaminia, die von Rom nach Fano führt, verbindet.
- Die nächste Autobahnauffahrt auf die A1 Autostrada del Sole ist in 25 km Magliano Sabina.

- Der nächste Bahnhof liegt in Civita Castellana-Catalano an der Bahnstrecke Roma Flaminio–Viterbo in 12 km Entfernung, bzw.
- in Civita Castellana-Borghetto an der Bahnstrecke Rom-Florenz, mit Halt der Regionalbahn FL1 Fiumicino-Orte in 20 km Entfernung.

- Der nächste Flughafen Rom-Fiumicino befindet sich in 71 km Entfernung.

In Nepi befindet sich ein Flugplatz.
Nepi ist eine Station auf der Via Francigena.

## Geschichte

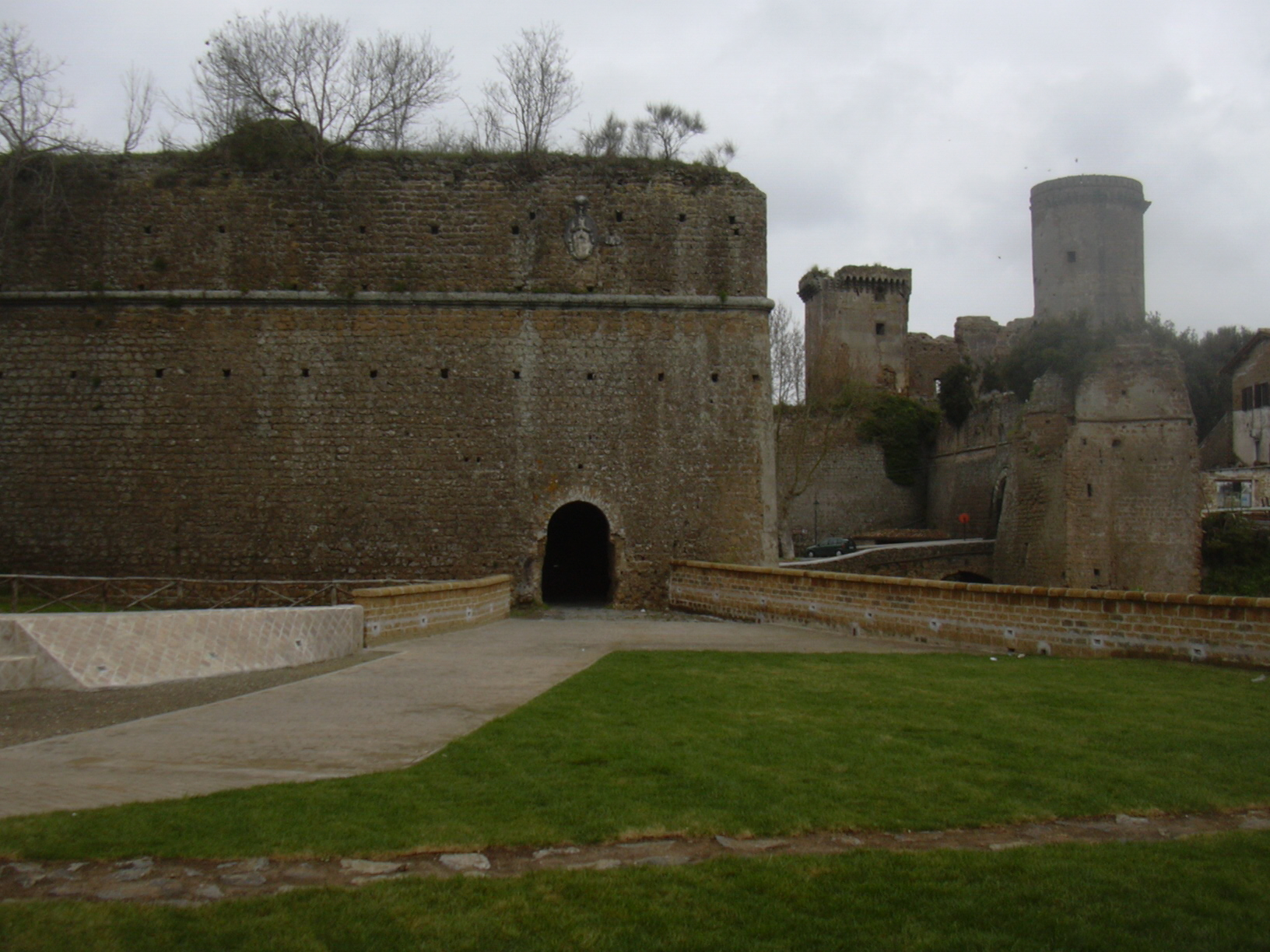
Kastell der Borgia mit Verstärkung durch die Farnese

Wie die meisten Orte der Umgebung war auch Nepi eine etruskische Gründung, die zum Zwölfstädtebund-Stadtstaat Veji gehörte. Die Etrusker nannten die Stadt Nepet. 396 v. Chr. wurde Veji von den Römern erobert. Damit wurde Nepi gemeinsam mit Sutri zu einem strategisch bedeutsamen Vorposten zur Sicherung des Territoriums in unmittelbarer Nähe zur Hauptstadt. Nach dem Bundesgenossenkrieg 91–88 v. Chr. erhielt Nepi das römische Bürgerrecht und wurde municipium. Diesen Status behielt es bis in die Spätantike.
Bei der Invasion der Langobarden ins Römische Reich 568 wurde Nepi durch König Alboin zerstört.
Früheste Hinweise auf eine Wiederbesiedlung sind im 11. Jahrhundert dokumentiert. Das Land gehörte seit der Pippinschen Schenkung zum Kirchenstaat, wurde de facto jedoch von wechselnden Feudalherrschaften kontrolliert, ehe die Päpste es im 15. Jahrhundert selbst in Besitz nahmen. Neben den Borgia nahmen die Farnese maßgeblich Einfluss auf die architektonische Gestaltung.
Die Invasionstruppen Napoleons in Mittelitalien verursachten 1798 einen Stadtbrand und die Zerstörung der Kathedrale. Durch Wiederaufbauten im 19. Jahrhundert erklärt sich ein erheblicher Teil an Veränderungen in der Bausubstanz.
1870 kam Nepi wie der gesamte ehemalige Kirchenstaat zum Königreich Italien.

## Bevölkerungsentwicklung
| Jahr      | 1871 | 1881 | 1901 | 1921 | 1936 | 1951 | 1971 | 1991 | 2001 | 2011 |
| Einwohner | 2285 | 2279 | 2973 | 3316 | 3586 | 4450 | 4827 | 6346 | 7827 | 9364 |

Quelle ISTAT

## Politik
Pietro Soldatelli (PD) wurde im Mai 2014 zum Bürgermeister gewählt. Seine Bürgerliste Nepi Progetto Comune stellt auch mit 8 von 12 Sitzen die Mehrheit im Gemeinderat. Sein Vorgänger Franco Vita, der im Mai 2004 gewählt wurde und 2009 bestätigt wurde, trat nicht mehr an.

### Wappen
Das Wappen zeigt einen Turm mit drei Spitzen, an dessen Basis sich eine grüne Schlange windet. Sie soll die Wasserschlange Nepa darstellen, die die Etrusker, nach einer Legende, als Gottheit Nepis verehrt haben sollen.

## Religion
Die Einwohner von Nepi gehören mehrheitlich der römisch-katholischen Glaubensgemeinschaft an. Die Gemeinde gehört zum Bistum Civita Castellana und hat fünf Kirchengemeinden.
Nepi gehört zu den ältesten Bistümern. Auch wenn Ptolemäus bereits in der Regierungszeit von Nero erster Bischof gewesen sein soll, ist das Bistum Nepi erst im 4. Jahrhundert dokumentarisch fassbar. 1435 wurde es mit dem Bistum Sutri vereinigt und 1986 in das Bistum Civita Castellana eingegliedert. 1991 wurde das Titularbistum Nepeta kreiert.
Der Gegenpapst Eulalius war vermutlich Bischof von Nepi und wurde in der Kathedrale bestattet.
Auch Papst Pius V. war vor seiner Wahl Bischof von Nepi und Sutri.

## Stadtbild und Sehenswürdigkeiten
Das Stadtbild ist im Kern mittelalterlich mit nachfolgenden Einflüssen der Renaissance. Viele Gebäude sind sanierungsbedürftig. Für 2007 sind Restaurierungsarbeiten in größerem Umfang angekündigt, für die die finanziellen Mittel allerdings noch erhoben werden.

### Profanbauten

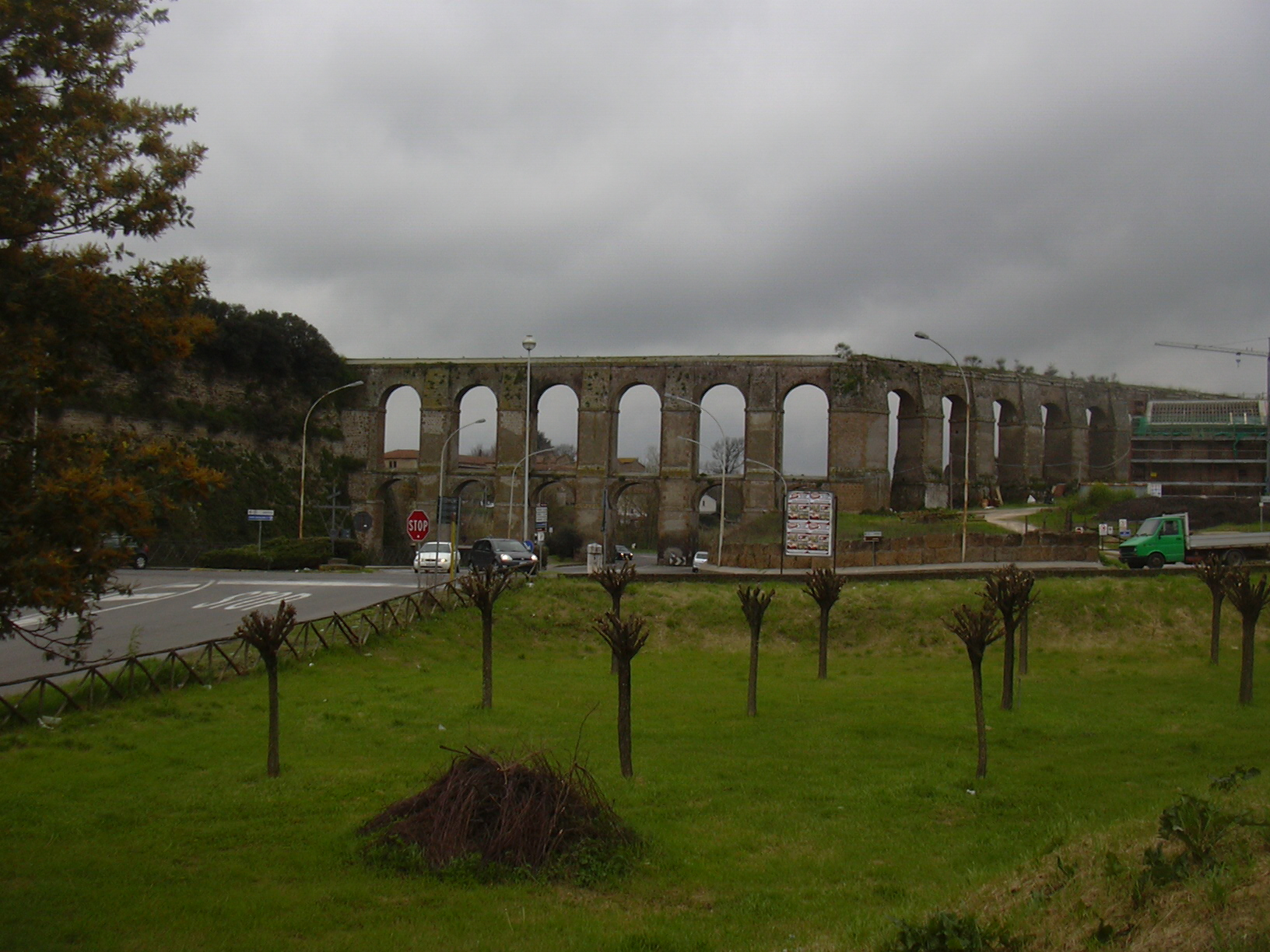
Aquädukt von Nepi

- Das Kastell der Borgia (15./16. Jh.) ist ein von Alexander VI. 1479 maßgeblich gestalteter Bau auf den Relikten eines Feudalsitzes mit vier quadratischen Ecktürmen unterschiedlicher Größe sowie zwei Rundtürmen (einer davon ist zur Begehung freigegeben). Im Inneren, das noch restauriert wird, liegt ein geräumiger rechteckiger Saal sowie zwei kleinere Nebenräume. Unter dem Kastell wurde der Abschnitt einer römischen Straße mit drei Toren aus unterschiedlichen Epochen gefunden; die älteste Bausubstanz wird dem 3./2. vorchristlichen Jahrhundert zugerechnet. Eine Verstärkung erfuhr die Anlage unter Antonio da Sangallo dem Jüngeren im Auftrag von Herzog Pier Luigi II. Farnese (Sohn des Farnese-Papstes Paul III.) im Jahre 1537.

- Papst Paul III. und Antonio da Sangallo der Jüngere zeichnen verantwortlich für den Renaissancebau des Palazzo Comunale, der 1542 begonnen, allerdings erst um 1700 vollendet wurde. Der Brunnen unter der Mittelarkade stammt von Filippo Barigioni (1727). Ein Museum zur Stadtgeschichte befand sich 2007 noch im Aufbau.

- Für den Bau des Aquädukts (1727 vollendet nach antiken Vorbildern) wurden mehrere Architekten bemüht, u. a. Giacomo Barozzi da Vignola und Filippo Barigioni.

### Kirchen

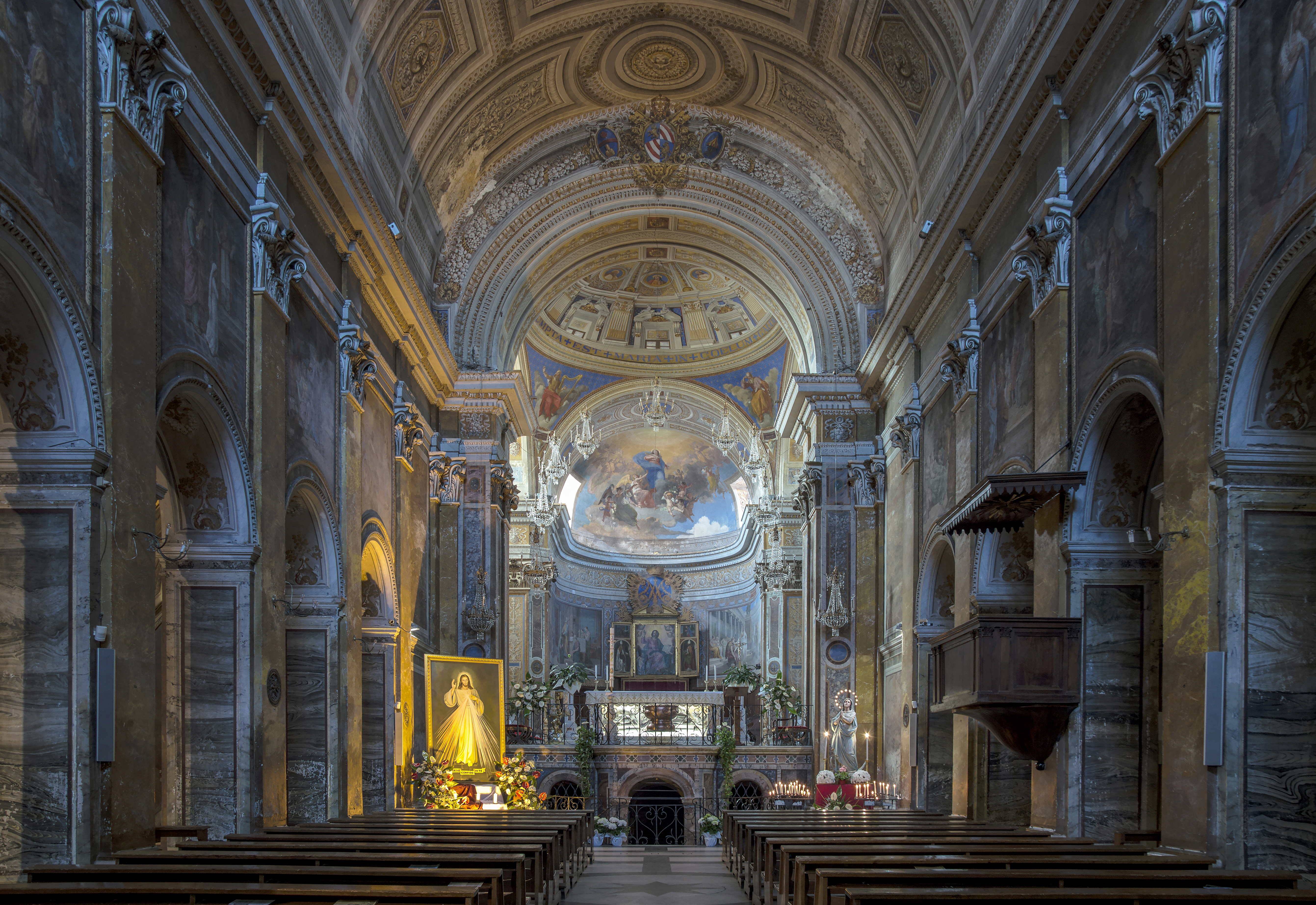
Barockisierter Innenraum der Kathedrale

- Die Kathedrale Mariä Himmelfahrt wurde im 12. Jahrhundert möglicherweise auf den Resten eines Tempels errichtet. Um die Mitte des 18. Jahrhunderts wurde sie sukzessive verändert und nach dem Stadtbrand von 1798 im Jahre 1831 rekonstruiert. Zum Vorgängerbau gehört die 9-schiffige, durch 27 kleine Säulen mit reich geschmückten unterschiedlichen Kapitellen unterteilte Krypta, die einen antiken Altartisch beherbergt. Zur Ausstattung der fünfschiffigen Kirche gehören der Sarkophag des Schutzpatrons Romanus (Schule von Bernini) sowie ein Triptychon, das Paolo Romano zugeschrieben wird. In der Sakristei wird eine Altartafel aufbewahrt, die Romanus neben dem zweiten Lokalheiligen, dem Märtyrer Ptolemäus, darstellt (Ende 15. Jh.).

- San Biagio geht auf ein Vorgänger-Konvent (Santa Maria delle Grazie) aus dem 10. Jahrhundert zurück, dem auch griechische Mönche angehörten. Der einschiffige Innenraum, der im Laufe der Jahrhunderte diverse Veränderungen erfuhr, ist reich mit Fresken ausgestattet.

- San Pietro wurde 1465 geweiht, existierte möglicherweise aber schon im 13. Jahrhundert. Die Kirche wurde von Augustinern 1755 umgebaut und barockisiert.

- In San Vito (1467 erwähnt) befinden sich Freskenreste, die älter eingeschätzt werden (14. Jh.).

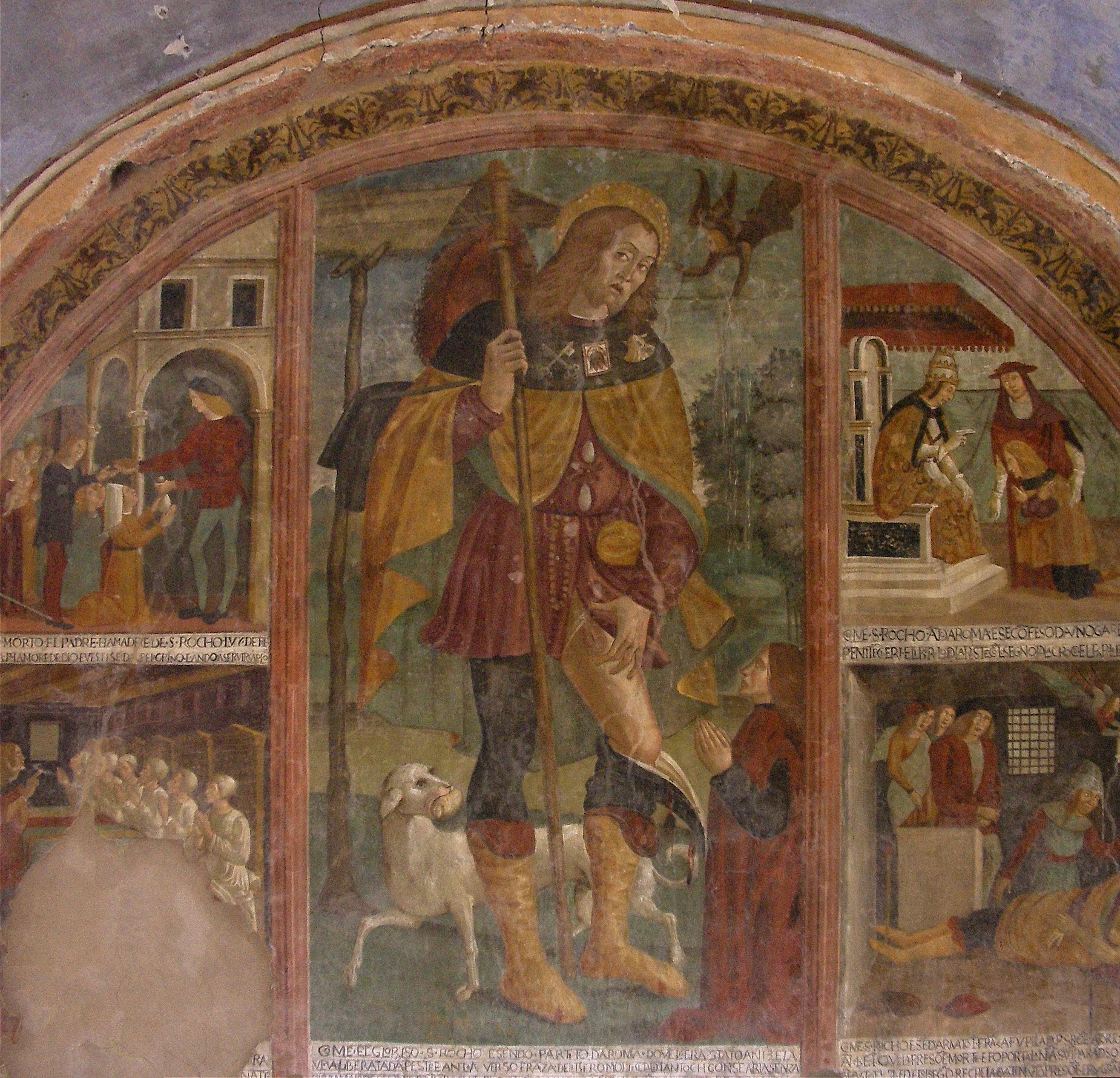
Fresko des heiligen Rochus in San Rocco

- San Rocco wurde nach lokalen Quellen höchstwahrscheinlich 1467 im Anschluss an eine Pestepidemie erbaut. Ein Fest zu Ehren des Pestheiligen findet alljährlich im August statt (1563 erstmals dokumentiert). Die Kirche enthält Fresken des 15. Jahrhunderts.

- San Tolomeo ist ein Renaissancebau mit Kuppel nahe dem Gemeindefriedhof, aus der Ära Paul III./Pier Luigi Farnese / Antonio da Sangallo der Jüngere. Von der Kirche gelangt man in die Santa Savinilla-Katakomben (4.–5. Jh.). In den drei Hauptgängen mit mehreren Verzweigungen befinden sich mehr als 1000 Gräber.

### Außerhalb der Stadt
- Die Via Amerina (3. Jh. v. Chr.) ist eine Römerstraße, die von Nepi nach Gubbio verlief, wo sie in die Via Flaminia mündete. Ihren Namen erhielt sie von der römischen Stadt Ameria, die dem heutigen Amelia entspricht. Im Mittelalter war diese Straße sehr bedeutsam, da sie die einzige Verbindung zwischen Rom und dem Exarchat von Ravenna war. Ein gepflasterter Abschnitt ist bei Tre Ponti erhalten, einer zerklüfteten Felslandschaft, wo sich eine von ehedem drei Römerbrücken über zwei Wasserläufe sowie eine Reihe von Felsengräbern befinden.

## Wirtschaft
Der Ort und seine Umgebung sind agrarisch geprägt. Im Ortszentrum dominieren kleine Dienstleistungsbetriebe (mehrheitlich Einzelhandelsgeschäfte). Zur Kommunalverwaltung gehören Baubehörden, Rechnungswesen, Sozialwesen, die örtliche Polizei sowie eine Bibliothek.
Nepi ist in Italien bekannt für sein Mineralwasser, das unter dem folgenden Motto vermarktet wird: "Nepe civitas, nobilis atque potens, in cuius fertilissimis agris balnea scaturiunt salutifera" ("Die Stadt Nepi, edel und mächtig, in deren fruchtbaren Landen heilsame Wasser fließen"). Die 3 km von der Stadt entfernten Mineralquellen waren schon in der Antike bekannt und haben möglicherweise den Gracchen gehört. Das Wasser wird heute als Acqua di Nepi vor allem in Mittelitalien vermarktet. Abgefüllt und vertrieben wird das Wasser allerdings nicht vor Ort, sondern von der Firmengruppe San Benedetto in Scorzè (Venetien).
Das größte ansässige Unternehmen ist die Firma Great Lengths, die in Nepi ihren Hauptsitz hat und 60 % des Weltmarktanteils an Echthaarverlängerung hält. Hierfür wird hauptsächlich sogenanntes Tempelhaar, das in indischen Tempeln (z. B. Tirupati) geopfert wird, verwendet.

## Feste
- Heiliger Antonius am 17. Januar
- Karneval
- Palio del Saracino (mittelalterliches Spektakel mit Umzügen und kleinem Pferderennen nach Palio-Prinzip) am letzten Wochenende im Mai sowie an den ersten beiden Wochenenden im Juni; in dieser Zeit auch diverse Marienfeste
- Patronatsfest der beiden Lokalheiligen am 25./26. August mit Prozession, sportlichen und kulturellen Darbietungen
- Bauernmärkte/Erntedank Mitte September
- Madonna della Vittoria am ersten Sonntag im Oktober
- Heiliger Stephanus am 26. Dezember

## Söhne und Töchter der Stadt
- Ptolemäus von Nepi 1. Jahrhundert, erster Bischof von Nepi
- Romanus von Nepi 1. Jahrhundert, christlicher Märtyrer
- Konstantin II. 8. Jahrhundert, Gegenpapst
- Alessandro Stradella (1643–1682), italienischer Violinist, Sänger und Komponist
- Zeno Giglietti (1918–2001), italienischer Maler